# Merionoeda distinctipes
Merionoeda distinctipes là một loài bọ cánh cứng trong họ Cerambycidae.